# Lituania ai Giochi della XXXII Olimpiade
La Lituania ha partecipato ai Giochi della XXXII Olimpiade, che si sono svolti a Tokyo, Giappone, dal 23 luglio all'8 agosto 2021 (inizialmente previsti dal 24 luglio al 9 agosto 2020 ma posticipati per la pandemia di COVID-19) con quarantadue atleti, ventisei uomini e sedici donne.
Si è trattata della decima partecipazione di questo paese ai Giochi estivi.

## Medaglie
| Riepilogo quotidiano | Riepilogo quotidiano | Riepilogo quotidiano | Riepilogo quotidiano | Riepilogo quotidiano | Riepilogo quotidiano | Riepilogo quotidiano |
| -------------------- | -------------------- | -------------------- | -------------------- | -------------------- | -------------------- | -------------------- |
| Giorno               | Data                 |                      |                      |                      | Totale               |                      |
| 14º                  | 6                    | 0                    | 1                    | 0                    | 1                    |                      |
| Totale               | Totale               | 0                    | 1                    | 0                    | 1                    |                      |

| Sport              | Oro | Argento | Bronzo | Totale |
| ------------------ | --- | ------- | ------ | ------ |
| Pentathlon moderno | 0   | 1       | 0      | 0      |
| Totale             | 0   | 1       | 0      | 1      |

| Medaglia | Nome               | Sport              | Evento         |
| -------- | ------------------ | ------------------ | -------------- |
| Argento  | Laura Asadauskaitė | Pentathlon moderno | Gara femminile |

## Delegazione
| Sport              | Uomini | Donne | Totale |
| ------------------ | ------ | ----- | ------ |
| Atletica leggera   | 6      | 5     | 11     |
| Canoa              | 1      | 0     | 1      |
| Canottaggio        | 7      | 2     | 9      |
| Ciclismo           | 1      | 4     | 5      |
| Ginnastica         | 1      | 0     | 1      |
| Judo               | 0      | 1     | 1      |
| Lotta              | 1      | 0     | 1      |
| Nuoto              | 5      | 1     | 6      |
| Pentathlon moderno | 1      | 2     | 3      |
| Sollevamento pesi  | 1      | 0     | 1      |
| Tiro               | 1      | 0     | 1      |
| Vela               | 1      | 1     | 2      |
| Totale             | 26     | 16    | 42     |

## Atletica leggera
Eventi su pista e strada
| Atleta                | Evento                 | Batteria  | Batteria  | Semifinale      | Semifinale      | Finale          | Finale          |
| Atleta                | Evento                 | Risultato | Posizione | Risultato       | Posizione       | Risultato       | Posizione       |
| --------------------- | ---------------------- | --------- | --------- | --------------- | --------------- | --------------- | --------------- |
| Gediminas Truskauskas | 200 m maschili         | 21"02     | 5º        | Non qualificato | Non qualificato | Non qualificato | Non qualificato |
| Marius Žiūkas         | Marcia 20 km maschile  | N.D.      | N.D.      | N.D.            | N.D.            | 1h27'35"        | 33º             |
| Arturas Mastianica    | Marcia 50 km           | N.D.      | N.D.      | N.D.            | N.D.            | 4h06'43"        | 31º             |
| Agnė Šerkšnienė       | 400 m femminili        | 52"78     | 6ª        | Non qualificata | Non qualificata | Non qualificata | Non qualificata |
| Brigita Virbalytė     | Marcia 20 km femminile | N.D.      | N.D.      | N.D.            | N.D.            | 1h35'56"        | 26ª             |

Eventi su campo
| Atleta             | Evento                           | Qualificazione | Qualificazione | Finale          | Finale          |
| Atleta             | Evento                           | Risultato      | Posizione      | Risultato       | Posizione       |
| ------------------ | -------------------------------- | -------------- | -------------- | --------------- | --------------- |
| Adrijus Glebauskas | Salto in alto maschile           | 2,17 m         | =26º           | Non qualificato | Non qualificato |
| Andrius Gudžius    | Lancio del disco maschile        | 65,94 m        | 2º q           | 64,11 m         | 6º              |
| Edis Matusevičius  | Lancio del giavellotto maschile  | 81,24 m        | 14º            | Non qualificato | Non qualificato |
| Airinė Palšytė     | Salto in alto femminile          | 1,86 m         | =27ª           | Non qualificata | Non qualificata |
| Diana Zagainova    | Salto triplo femminile           | 13,68 m        | 25ª            | Non qualificata | Non qualificata |
| Liveta Jasiūnaitė  | Lancio del giavellotto femminile | 61,96 m        | 8ª q           | 60,06 m         | 7ª              |

## Canoa/kayak

### Velocità
| Atleta             | Evento            | Batteria | Batteria  | Quarti | Quarti    | Semifinale | Semifinale | Finale / FB | Finale / FB |
| Atleta             | Evento            | Tempo    | Posizione | Tempo  | Posizione | Tempo      | Posizione  | Tempo       | Posizione   |
| ------------------ | ----------------- | -------- | --------- | ------ | --------- | ---------- | ---------- | ----------- | ----------- |
| Mindaugas Maldonis | K2 200 m maschile | 35"650   | 3º Q      | 35"466 | 1º Q      | 36"637     | 8º qB      | 36"257      | 10º         |

## Canottaggio
| Atleta                                                                       | Evento                     | Batteria | Batteria | Ripescaggio | Ripescaggio | Quarti  | Quarti | Semifinale | Semifinale | Finale / Finale B | Finale / Finale B |
| Atleta                                                                       | Evento                     | Tempo    | Pos.     | Tempo       | Pos.        | Tempo   | Pos.   | Tempo      | Pos.       | Tempo             | Pos.              |
| ---------------------------------------------------------------------------- | -------------------------- | -------- | -------- | ----------- | ----------- | ------- | ------ | ---------- | ---------- | ----------------- | ----------------- |
| Mindaugas Griškonis                                                          | Singolo maschile           | 7'05"88  | 2ª Q     | Bye         | Bye         | 7'16"71 | 3ª Q   | 6'45"90    | 3ª Q       | 6'57"60           | 6ª                |
| Aurimas Adomavičius Saulius Ritter                                           | Due di coppia maschile     | 6'23"08  | 4ª R     | 6'27"36     | 2ª          | N.D.    | N.D.   | 6'34"04    | 6ª qB      | 6'20"87           | 12ª               |
| Donata Karalienė Milda Valčiukaitė                                           | Due di coppia femminile    | 6'50"38  | 2ª Q     | Bye         | Bye         | N.D.    | N.D.   | 7'11"29    | 3ª Q       | 6'47"44           | 4ª                |
| Dominykas Jančionis Dovydas Nemeravičius Armandas Kelmelis Martynas Džiaugys | Quattro di coppia maschile | 6'03"07  | 5ª R     | 6'14"73     | 6ª qB       | N.D.    | N.D.   | N.D.       | N.D.       | 5'51"64           | 10ª               |

## Ciclismo

### Ciclismo su strada
| Atleta              | Evento                   | Tempo    | Posizione |
| ------------------- | ------------------------ | -------- | --------- |
| Evaldas Šiškevičius | Corsa in linea maschile  | DNF      | DNF       |
| Rasa Leleivytė      | Corsa in linea femminile | 3h59'47" | 35ª       |

### Ciclismo su pista
Velocità
| Atleta             | Evento             | Qualificazione | Qualificazione | Round 1            | R1       | Round 2          | R2              | Round 3          | R3              | Quarti               | Semifinale           | Finale               | Finale          |
| Atleta             | Evento             | Tempo Velocità | Pos.           | Avversario Tempo   | Tempo    | Avversario Tempo | Tempo           | Avversario Tempo | Tempo           | Avversario Risultato | Avversario Risultato | Avversario Risultato | Pos.            |
| ------------------ | ------------------ | -------------- | -------------- | ------------------ | -------- | ---------------- | --------------- | ---------------- | --------------- | -------------------- | -------------------- | -------------------- | --------------- |
| Simona Krupeckaitė | Velocità femminile | 10"706         | 16ª Q          | Lee P +0"102       | P +0"052 | Non qualificata  | Non qualificata | Non qualificata  | Non qualificata | Non qualificata      | Non qualificata      | Non qualificata      | Non qualificata |
| Miglė Marozaitė    | Velocità femminile | 11"031         | 24ª Q          | Friedrich P +0"370 | P +0"265 | Non qualificata  | Non qualificata | Non qualificata  | Non qualificata | Non qualificata      | Non qualificata      | Non qualificata      | Non qualificata |

| Atleta                             | Evento                       | Qualificazione | Qualificazione | Semifinale                | Semifinale | Finale / FB                                     | Finale / FB |
| Atleta                             | Evento                       | Tempo          | Posizione      | Avversario Tempo Velocità | Posizione  | Avversario Tempo Velocità                       | Posizione   |
| ---------------------------------- | ---------------------------- | -------------- | -------------- | ------------------------- | ---------- | ----------------------------------------------- | ----------- |
| Simona Krupeckaitė Miglė Marozaitė | Velocità a squadre femminile | 33"276         | 7ª             | Cina P 32"827 54,833 km/h | 6ª         | Finale 5º-6º posto Messico V 32"808 54,865 km/h | 5ª          |

Keirin
| Atleta             | Evento           | Round 1   | Ripescaggio | Round 2         | Semifinale      | Finale          |
| Atleta             | Evento           | Posizione | Posizione   | Posizione       | Posizione       | Posizione       |
| ------------------ | ---------------- | --------- | ----------- | --------------- | --------------- | --------------- |
| Simona Krupeckaitė | Keirin femminile | 6ª        | 3ª          | Non qualificata | Non qualificata | Non qualificata |
| Miglė Marozaitė    | Keirin femminile | 6ª        | 5ª          | Non qualificata | Non qualificata | Non qualificata |

Omnium
| Atleta            | Evento           | Scratch   | Scratch | Corsa a tempo | Corsa a tempo | Corsa a eliminazione | Corsa a eliminazione | Corsa a punti | Corsa a punti | Totale | Totale    |
| Atleta            | Evento           | Posizione | Punti   | Posizione     | Punti         | Posizione            | Punti                | Posizione     | Punti         | Punti  | Posizione |
| ----------------- | ---------------- | --------- | ------- | ------------- | ------------- | -------------------- | -------------------- | ------------- | ------------- | ------ | --------- |
| Olivija Baleišytė | Omnium femminile | 13ª       | 16      | 17ª           | 8             | 6ª                   | 30                   | -20           | 17ª           | 34     | 17ª       |

## Ginnastica

### Ginnastica artistica
| Atleta          | Evento                        | Qualificazione | Qualificazione | Qualificazione | Qualificazione | Qualificazione | Qualificazione | Qualificazione | Qualificazione | Finale          | Finale          | Finale          | Finale          | Finale          | Finale          | Finale          | Finale          |
| Atleta          | Evento                        | Attrezzo       | Attrezzo       | Attrezzo       | Attrezzo       | Attrezzo       | Attrezzo       | Totale         | Pos.           | Attrezzo        | Attrezzo        | Attrezzo        | Attrezzo        | Attrezzo        | Attrezzo        | Totale          | Pos.            |
| Atleta          | Evento                        | CL             | C              | A              | V              | P              | S              | Totale         | Pos.           | CL              | C               | A               | V               | P               | S               | Totale          | Pos.            |
| --------------- | ----------------------------- | -------------- | -------------- | -------------- | -------------- | -------------- | -------------- | -------------- | -------------- | --------------- | --------------- | --------------- | --------------- | --------------- | --------------- | --------------- | --------------- |
| Robert Tvorogal | Concorso individuale maschile | 13,633         | 12,100         | 13,300         | 13,666         | 14,500         | 12,766         | 80,232         | 46º            | Non qualificato | Non qualificato | Non qualificato | Non qualificato | Non qualificato | Non qualificato | Non qualificato | Non qualificato |

## Judo
| Atleta             | Evento          | Preliminari          | 16-esimi             | Ottavi               | Quarti               | Semifinali           | Ripescaggio          | Finale               | Pos.            |
| Atleta             | Evento          | Avversario Punteggio | Avversario Punteggio | Avversario Punteggio | Avversario Punteggio | Avversario Punteggio | Avversario Punteggio | Avversario Punteggio | Pos.            |
| ------------------ | --------------- | -------------------- | -------------------- | -------------------- | -------------------- | -------------------- | -------------------- | -------------------- | --------------- |
| Sandra Jablonskytė | 78 kg femminile | N.D.                 | Maranić V 011–000    | Dicko P 000–010      | Non qualificata      | Non qualificata      | Non qualificata      | Non qualificata      | Non qualificata |

## Lotta

### Greco-romana
| Atleta            | Evento | Ottavi               | Quarti               | Semifinali           | Ripescaggio          | Finale               | Pos.            |
| Atleta            | Evento | Avversario Risultato | Avversario Risultato | Avversario Risultato | Avversario Risultato | Avversario Risultato | Pos.            |
| ----------------- | ------ | -------------------- | -------------------- | -------------------- | -------------------- | -------------------- | --------------- |
| Mantas Knystautas | 130 kg | Kayaalp P 1–3        | Non qualificato      | Non qualificato      | Non qualificato      | Non qualificato      | Non qualificato |

## Nuoto
| Danas Rapšys                                                       | 200 m stile libero maschili | 1'45"84 | 9º Q  | 1'45"32         | 3º Q            | 1'45"78         | 8º              |                 |                 |
| Danas Rapšys                                                       | 400 m stile libero maschili | 3'46"32 | 13º Q | N.D.            | N.D.            | Non qualificato | Non qualificato |                 |                 |
| Andrius Šidlauskas                                                 | 100 m rana maschili         | 59"46   | 13º Q | 59"82           | 13º             | Non qualificato | Non qualificato |                 |                 |
| Giedrius Titenis                                                   | 100 m rana maschili         | 1'00"92 | 36º   | Non qualificato | Non qualificato | Non qualificato | Non qualificato |                 |                 |
| Andrius Šidlauskas                                                 | 200 m rana maschili         | 2'09"56 | 13º Q | 2'10"69         | 16º             | Non qualificato | Non qualificato |                 |                 |
| Danas Rapšys                                                       | 200 m misti maschili        | 1'59"90 | 33º   | Non qualificato | Non qualificato | Non qualificato | Non qualificato |                 |                 |
| Simonas Bilis Deividas Margevičius Danas Rapšys Andrius Šidlauskas | 4×100 m misti maschile      | DSQ     | DSQ   | N.D.            | N.D.            | Non qualificati | Non qualificati | Non qualificati | Non qualificati |
| Kotryna Teterevkova                                                | 100 m rana femminili        | 1'06"82 | 15ª Q | 1'07"39         | 14ª             | Non qualificata | Non qualificata |                 |                 |
| Kotryna Teterevkova                                                | 200 m rana femminili        | 2'26"82 | 23ª   | Non qualificata | Non qualificata | Non qualificata | Non qualificata |                 |                 |

## Pentathlon moderno
| Atleta                | Evento         | Scherma   | Scherma | Scherma | Nuoto   | Nuoto | Nuoto | Equitazione | Equitazione | Equitazione | Combinato (corsa e pistola) | Combinato (corsa e pistola) | Combinato (corsa e pistola) | Totale | Posizione finale |
| Atleta                | Evento         | Risultati | Pos.    | Punti   | Tempo   | Pos.  | Punti | Tempo       | Pos.        | Punti       | Tempo                       | Pos.                        | Punti                       | Totale | Posizione finale |
| --------------------- | -------------- | --------- | ------- | ------- | ------- | ----- | ----- | ----------- | ----------- | ----------- | --------------------------- | --------------------------- | --------------------------- | ------ | ---------------- |
| Justinas Kinderis     | Gara maschile  | 24+2      | 3º      | 246     | 2'02"84 | 18º   | 305   | 99"13       | 31º         | 247         | 11'22"82                    | 18º                         | 618                         | 1416   | 18º              |
| Laura Asadauskaitė    | Gara femminile | 15+2      | 25ª     | 192     | 2'17"21 | 25ª   | 276   | 77"09       | =1ª         | 300         | 11'38"37                    | 1ª                          | 602                         | 1370   |                  |
| Gintarė Venčkauskaitė | Gara femminile | 12+1      | 34ª     | 173     | 2'18"37 | 30ª   | 274   | 72"74       | =1ª         | 300         | 11'44"37                    | 2ª                          | 596                         | 1343   | 7ª               |

## Sollevamento pesi
| Atleta         | Evento          | Strappo   | Strappo    | Slancio   | Slancio    | Totale | Classifica |
| Atleta         | Evento          | Risultato | Classifica | Risultato | Classifica | Totale | Classifica |
| -------------- | --------------- | --------- | ---------- | --------- | ---------- | ------ | ---------- |
| Arnas Šidiškis | 109 kg maschile | 156       | 13º        | 187       | 11º        | 343    | 11º        |

## Tiro a segno/volo
| Atleta          | Evento                                | Qualificazione | Qualificazione | Finale          | Finale          |
| Atleta          | Evento                                | Punteggio      | Classifica     | Punteggio       | Classifica      |
| --------------- | ------------------------------------- | -------------- | -------------- | --------------- | --------------- |
| Karolis Girulis | Carabina 10 m aria compressa maschile | 624,3          | 28º            | Non qualificato | Non qualificato |
| Karolis Girulis | Carabina 50 m 3 posizioni maschile    | 1163           | 25º            | Non qualificato | Non qualificato |

## Vela
| Atleta              | Evento          | Regata | Regata | Regata | Regata | Regata | Regata | Regata | Regata | Regata | Regata | Regata | Regata | Regata | Punteggio Totale | Punteggio Netto | Classifica |
| Atleta              | Evento          | 1      | 2      | 3      | 4      | 5      | 6      | 7      | 8      | 9      | 10     | 11     | 12     | M      | Punteggio Totale | Punteggio Netto | Classifica |
| ------------------- | --------------- | ------ | ------ | ------ | ------ | ------ | ------ | ------ | ------ | ------ | ------ | ------ | ------ | ------ | ---------------- | --------------- | ---------- |
| Juozas Bernotas     | RS:X maschile   | 23     | 11     | 12     | 15     | 26     | 10     | 12     | 18     | 13     | 12     | 14     | 5      | EL     | 171              | 145             | 9º         |
| Viktorija Andrulytė | Laser femminile | 38     | 10     | 29     | 24     | 26     | 19     | 23     | 27     | 33     | 3      | N.D.   | N.D.   | EL     | 232              | 194             | 25ª        |